# Феденко, Фёдор Александрович
Фёдор Александрович Феденко (20 февраля 1903, Ивановка, Екатеринославская губерния — 19 февраля 1973, Москва) — советский военный деятель, разведчик. Генерал-лейтенант (2.05.1945).

## Биография
Родился 20 февраля 1903 года в селе Ивановка Верхнеднепровского уезда Екатеринославской губернии в семье рабочих.
В 1917 году окончил начальную школу, в 1918 году — 2-классное училище в селе Саксагань Криворожского уезда, 44-е пехотные курсы в Екатеринославе (сентябрь 1920 — сентябрь 1921), Украинскую кавалерийскую школу имени С. М. Будённого в городе Зиновьевск (1922—1925), Специальный факультет Военной академии РККА имени М. В. Фрунзе (1933—1936).
Работал на мельнице учеником кочегара, в земельном отделе Саксаганского волостного совета, делопроизводителем военного комиссариата (1918—1920).
В 1919 году арестовывался властями А. И. Деникина.
В РККА с 1920 года. Участник Гражданской войны: красноармеец (февраль — сентябрь 1920), командир взвода в отряде по борьбе с бандитизмом (октябрь 1921 — сентябрь 1922).
По окончании кавалерийской школы: командир взвода, помощник начальника полковой школы Новгород-Волынского кавалерийского полка 6-й кавалерийской дивизии (сентябрь 1925 — октябрь 1926), командир взвода 36-го отдельного запасного кавалерийского эскадрона, казначей-квартирмейстер той же дивизии (октябрь 1926 — октябрь 1929), помощник начальника, начальник хозяйственного довольствия 33-го кавалерийского полка (октябрь 1929 — ноябрь 1931), начальник 4-го отделения 6-й Чонгарской кавалерийской дивизии (ноябрь 1931 — апрель 1933).
По окончании Специального факультета служил в РУ РККА/ГРУ Генштаба ВС СССР: в распоряжении по 1-му (западному) отделу (октябрь 1936 — июнь 1938), шифровальщик полпредства СССР в США. Начальник отделения (июнь 1938 — май 1939) и одновременно врид заместителя начальника 1-го отдела по агентуре, начальник 1-го отдела (май 1939 — август 1940), в распоряжении РУ/ГРУ (1940—1943), старший советник по разведке в китайской армии. В январе 1943 года представлен к награде «за отличную разведывательную деятельность за рубежом».
В годы Великой Отечественной войны — начальник 2-го управления (1943—1945).
В ходе Советско-японской войны осуществлял общее руководство военной разведкой на Дальнем Востоке (август — сентябрь 1945), в Чанчуне наблюдал за ходом капитуляции и разоружения Квантунской армии.
Заместитель начальника ГРУ, резидент (руководитель опергруппы) ГРУ в ГДР.
Главный редактор журнала «Военный зарубежник».

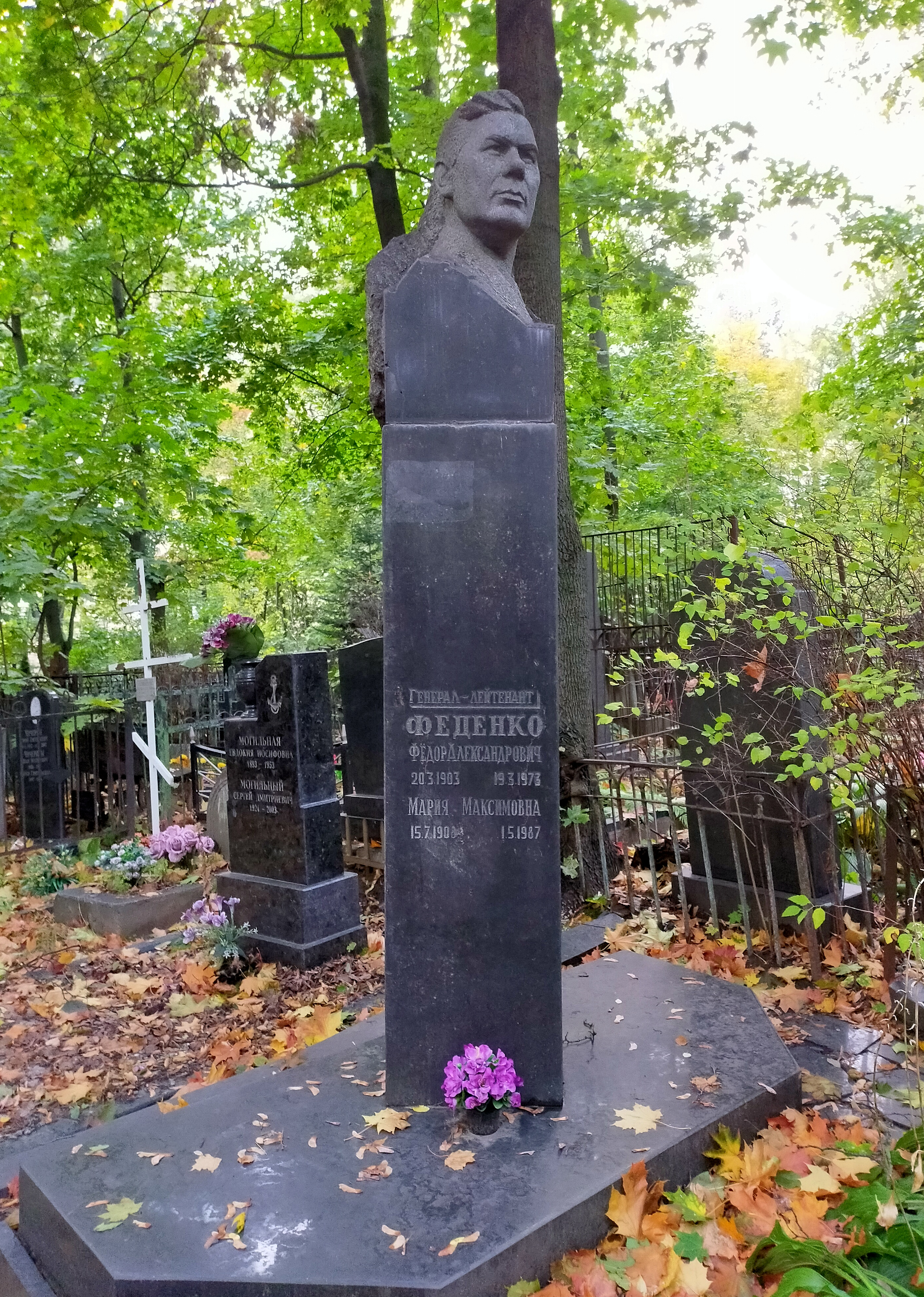
Могила Ф. А. Феденко на Введенском кладбище

Умер 19 февраля 1973 года в Москве, где и похоронен на Введенском кладбище (участок № 1).

## Награды
- Орден Ленина;
- орден Суворова 2-й степени;
- дважды орден Кутузова 2-й степени;
- трижды орден Красного Знамени;
- орден Красной Звезды;
- медали.